# Donacoscaptes obliquistrialis
Donacoscaptes obliquistrialis là một loài bướm đêm trong họ Crambidae.